# 21713 Michaelolson
A 21713 Michaelolson (ideiglenes jelöléssel 1999 RW97) a Naprendszer kisbolygóövében található aszteroida. A LINEAR projekt keretében fedezték fel 1999. szeptember 7-én.